# День відповідальності людини
День відповідальності людини — дата, встановлена Верховною Радою України з метою вшанування пам'яті Богдана Дмитровича Гаврилишина, автора «Декларації відповідальності людини». Відзначається 19 жовтня.

## Історія
Ініціатива встановлення Дня відповідальності людини належить Фонду родини Богдана Гаврилишина. 16 липня 2021 року Верховна Рада України ухвалила Постанову  «Про встановлення Дня відповідальності людини» № 5286.. Метою відзначення є якісне перетворення українського суспільства у контексті розуміння та підвищення рівня відповідальності, а також вшанування пам'яті Богдана Гаврилишина. Постановою передбачено щорічне проведення тематичних заходів у закладах освіти і культури з питань відповідальності людини відповідно до пунктів «Декларації відповідальності людини» Богдана Гаврилишина.
Символом Дня відповідальності людини є Декларація відповідальності людини Богдана Гаврилишина. Ініціатива Гаврилишина щодо створення Декларації відповідальності людини пов'язана із розумінням потреби розвитку індивідуальної відповідальності членів суспільства. На думку її автора саме усвідомлення та прийняття кожним членом суспільства індивідуальної відповідальності є необхідною передумовою виконання Загальної декларації прав людини, прийнятої Генеральною Асамблеєю ООН у 1948 році. Документ складається із 15 пунктів, в яких зображено різні рівні відповідальності членів суспільства.